# Заводской (Кировская область)
Заводской — посёлок в Шабалинском районе Кировской области России. Входит в состав Ленинского городского поселения.

## География
Посёлок находится в западной части Кировской области, в пределах Волжско-Ветлужской равнины, в подзоне южной тайги, при железнодорожной линии Буй — Свеча, к северу от автодороги Р243, на расстоянии приблизительно 5 километров (по прямой) к западу от Ленинского, административного центра района.
Климат
Климат характеризуется как континентальный, с продолжительной холодной снежной зимой и умеренно тёплым коротким летом. Среднегодовая температура — 1,6 °C. Средняя температура воздуха самого холодного месяца (января) составляет −13,8 °C; самого тёплого месяца (июля) — 17,5 °C . Безморозный период длится 89 дней. Годовое количество атмосферных осадков — 721 мм, из которых 454 мм выпадает в тёплый период.

## Население
| 2010 |
| ---- |
| 40   |

Половой состав
По данным Всероссийской переписи населения 2010 года в гендерной структуре населения мужчины составляли 45 %, женщины — соответственно 55 %.
Национальный состав
Согласно результатам переписи 2002 года, в национальной структуре населения русские составляли 98 % из 48 чел.